# Фань Хуэй
Фань Хуэй (кит. упр. 樊麾, пиньинь Fán Huī; род. 27 декабря 1981, Сиань, Шэньси, Китай) — го-игрок родом из Китая, позже получивший гражданство Франции, имеющий ранг 2 профессионального дана, трёхкратный чемпион Европы по го.

## Биография
Фань Хуэй родился 27 декабря 1981 года в городе Сиань, Китай. С 6 лет начал изучать игру го в Сиане; в возрасте 15 лет получил ранг профессионального игрока. С 2000 года Фань Хуэй проживает во Франции, где занимается популяризацией и обучением го, участием в любительских соревнованиях. Он стал автором нескольких книг по теории игры, изданных на французском языке. С 2005 года Фань Хуэй занимает одну из руководящих должностей во Французской федерации го и тренирует молодёжную сборную Франции.
С 2013 года Фань Хуэй стал натурализованным гражданином Франции, в том же году он стал чемпионом Европы по го, а в 2014 и 2015 удержал это звание.

### Матч с AlphaGo
В октябре 2015 года Фань Хуэй проиграл компьютерной программе AlphaGo матч из пяти партий со счётом 0—5. Это был первый в истории случай, когда компьютер выиграл в го у профессионала в равной игре. После проигрыша Фань рассказал своё впечатление об игре компьютера «очень прочная и стабильная, как стена… Я знаю что AlphaGo компьютер, но если бы мне никто об этом не сказал, наверно я бы подумал что соперник играет немного странно, но безусловно очень сильно».

## Турниры
- 2001—2005, 2008 — Парижский турнир[фр.]
- 2007—2009 — Европейский мемориал Инга
- 2001—2006, 2008 — Paris Meijin A
- 2002 — Амстердамский турнир[фр.]
- 2008 — Мадридский турнир
- 2013 — Чемпионат Франции[фр.]
- 2013, 2014, 2015 — Чемпионат Европы

## Публикации
- L'Âme du go. Les formes et leur esthétique choux, Chiron, Paris, 2007, ISBN 978-2-7027-1203-0
- Le go pas à pas. Les premiers pas, livre du maître et de l'élève, volume 1, Chiron, 2010, ISBN 978-2-7027-1341-9
- Le go pas à pas. Deux yeux, volume 2, Chiron, 2010, ISBN 978-2-7027-1314-3
- Le go pas à pas. Les coins, les bords, le centre, volume 3, Chiron, 2010, ISBN 978-2-7027-1315-0.
- Le go pas à pas. Quatre formes, volume 4, Chiron, Novembre 2011, ISBN 978-2-7027-1296-2
- Le go pas à pas. Cinq proverbes, volume 5, Chiron, 2013, ISBN 978-2-7027-1410-2